# Irena (gmina)
Irena (pod koniec Dęblin) – dawna gmina wiejska istniejąca do 1954 roku w woj. lubelskim/woj. warszawskim. Siedzibą władz gminy była Irena (obecnie część Dęblina).
Gmina Irena powstała za Królestwa Polskiego – 19 maja?/31 maja 1870 w powiecie nowoaleksandryjskim w guberni lubelskiej w związku z utratą praw miejskich przez miasto Bobrowniki i przyłączeniem jego prawobrzeżnej (w stosunku do Wieprza) strony do gminy Iwanowskie Sioło (z siedzibą w Irenie), którą przemianowano na gminę Irena. 
W okresie międzywojennym gmina Irena należała do powiatu puławskiego w woj. lubelskim. 1 kwietnia 1939 roku gminę przyłączono do woj. warszawskiego, po czym weszła ona w skład powiatu garwolińskiego. 
1 lipca 1952 roku gmina składała się z 15 gromad: Bobrowniki, Dęblin, Irena, Kleszczówka, Krasnogliny, Lasoń, Masów, Mierzwiączka, Młynki, Moszczanka, Nowy Dęblin, Podwierzbie, Rycice, Sędowice i Zdżary.
Jednostka została zniesiona 29 września 1954 roku wraz z reformą wprowadzającą gromady w miejsce gmin. Po reaktywowaniu gmin 1 stycznia 1973 roku gminy Irena nie przywrócono, a jej dawny obszar znalazł się głównie w obrębie gminy Ryki i miasta Dęblina.